# Xystosomus
Xystosomus is een geslacht van kevers uit de familie van de loopkevers (Carabidae). De wetenschappelijke naam van het geslacht is voor het eerst geldig gepubliceerd in 1859 door Schaum.

## Soorten
Het geslacht Xystosomus omvat de volgende soorten:
- Xystosomus convexus Erwin, 1973
- Xystosomus impressifrons Erwin, 1973
- Xystosomus inflatus (Schaum, 1859)
- Xystosomus laevimicans Erwin, 1973
- Xystosomus laevis Erwin, 1973
- Xystosomus niger Erwin, 1973
- Xystosomus paralaevis Erwin, 1973
- Xystosomus tholus Erwin, 1973
- Xystosomus turgidus (Schaum, 1863)